# 伊豆中央警察署

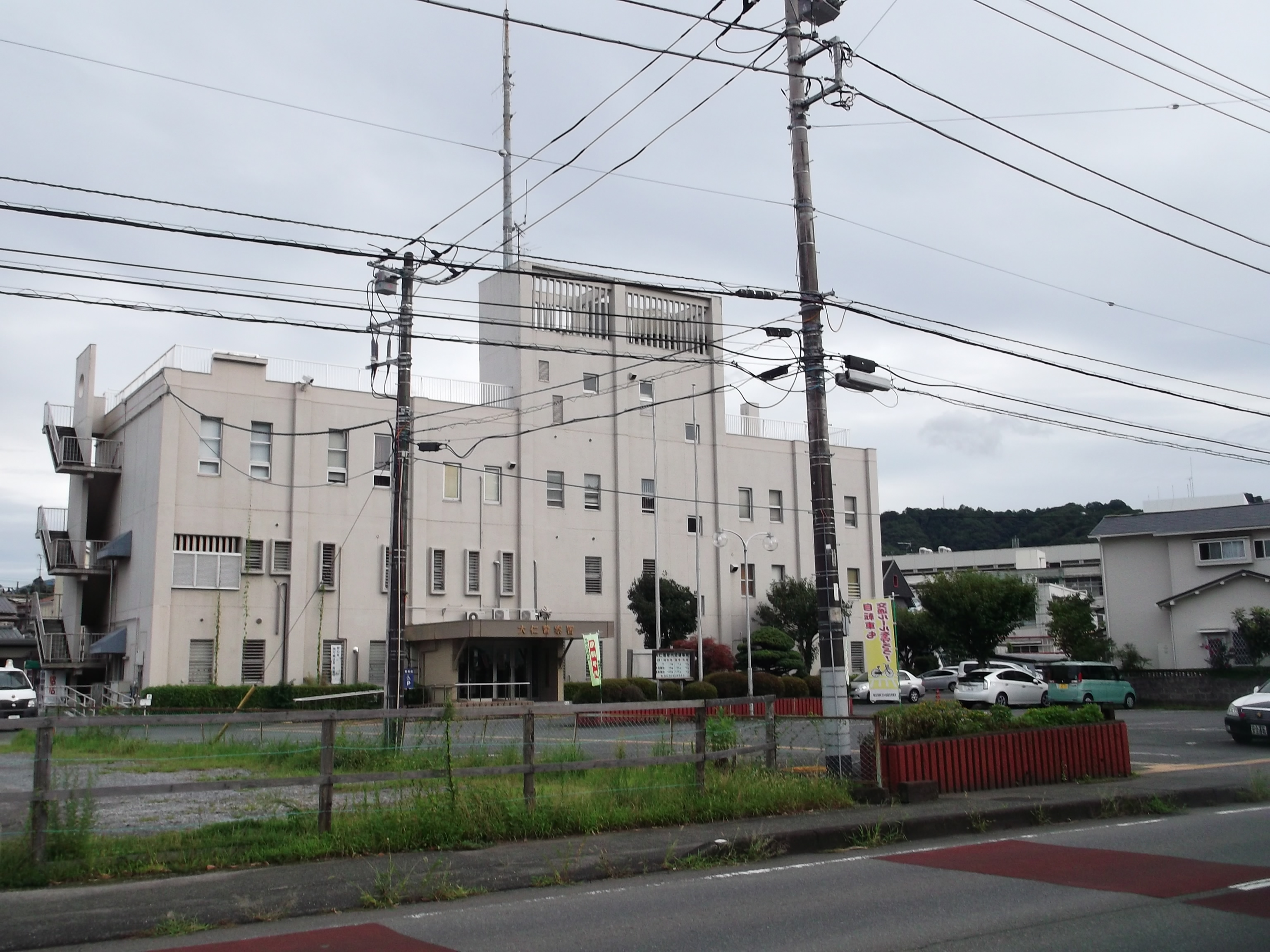
移転・名称変更前の大仁警察署

伊豆中央警察署（いずちゅうおうけいさつしょ）は、静岡県伊豆の国市にある静岡県警察が管轄する警察署。2023年8月28日に静岡県伊豆の国市大仁から伊豆の国市三福に移転し、警察署名を大仁警察署（おおひとけいさつしょ）から改称した。

## 所在地
- 静岡県伊豆の国市三福239番地4（旧施設:静岡県伊豆の国市大仁680番地1）

## 管轄区域
- 伊豆の国市
- 伊豆市

市町村合併に伴い、管轄区域が2006年4月に変更され、以前三島警察署管轄であった伊豆の国市の韮山・伊豆長岡地区は大仁警察署の管轄となった。

## 組織
- 署長
- 副署長
- 警務課
- 会計課
- 刑事課
- 生活安全課
- 地域課
- 交通課
- 警備課

## 交番・警察官駐在所
括弧内は所在地を表す。

### 伊豆の国市
- 伊豆長岡交番（長岡1153-5）
- 韮山交番（四日町332-17）

伊豆中央警察署開設による閉所
- 田京交番（田京328）
- 田原野警察官駐在所（田原野80）

### 伊豆市
- 天城湯ケ島交番[4]（市山874-12）
- 修善寺駅前交番（柏久保458-4）
- 土肥交番（土肥793-1）
- 中伊豆交番（八幡749-1）
- 青羽根警察官駐在所（青羽根235-1）
- 熊坂警察官駐在所（熊坂418）
- 本立野警察官駐在所（本立野48）